# Joshua Thompson
Joshua Casey Thompson –conocido como Josh Thompson– (Lawrence, 18 de febrero de 1962) es un deportista estadounidense que compitió en biatlón. Ganó una medalla de plata en el Campeonato Mundial de Biatlón de 1987, en la prueba de 20 km individual.

## Palmarés internacional
| Campeonato Mundial | Campeonato Mundial           | Campeonato Mundial | Campeonato Mundial |
| Año                | Lugar                        | Medalla            | Prueba             |
| ------------------ | ---------------------------- | ------------------ | ------------------ |
| 1987               | Lake Placid (Estados Unidos) | Medalla de plata   | Individual         |